# Championnat de Moldavie masculin de volley-ball
Le championnat de Moldavie de première division de volley-ball est la plus importante compétition nationale organisée par la Fédération moldave de volley-ball (Fédération de Volleyball de la République de Moldavie, FVRM, (ro) : Federației Moldovenești de Volei), il a été créé en 1992.

## Palmarès
| Année | Champion                     | Finaliste                    | Troisième                    |
| ----- | ---------------------------- | ---------------------------- | ---------------------------- |
| 1993  | Alpha Chișinău               |                              |                              |
| 1994  | Alpha Chișinău               |                              |                              |
| 1995  | Moldovahydromash Chișinău    |                              |                              |
| 1996  | Moldavgidromash Kichinev     |                              |                              |
| 1997  | Moldavgidromash Kichinev     |                              |                              |
| 1998  | Dnestr Parcani               |                              |                              |
| 1999  | Dinamo Tiraspol              |                              |                              |
| 2000  | Sperantsa Kichinev           |                              |                              |
| 2001  | Sperantsa Kichinev           |                              |                              |
| 2002  | Speranta Kichinev            |                              |                              |
| 2003  | Speranta-USM Kichinev        | Dinamo Tiraspol              |                              |
| 2004  | Speranta-USM Kichinev        | Dinamo Tiraspol              |                              |
| 2005  | Dinamo-Energetik Tiraspol    |                              |                              |
| 2006  | Dinamo-Energetik Tiraspol    |                              |                              |
| 2007  | Dinamo-Energetik Tiraspol    | Dinamo Chișinău              |                              |
| 2008  | Dinamo-Energetik Tiraspol    |                              |                              |
| 2009  | Dinamo Tiraspol              | Olimp Ungheni                | Speranța Găgăuzia Vulcănești |
| 2010  | Speranța Găgăuzia Vulcănești | Dinamo Tiraspol              | Olimp Ungheni                |
| 2011  | Olimp Ungheni                | Speranța Găgăuzia Vulcănești | Dinamo Tiraspol              |
| 2012  | Dinamo Chișinău              | Dinamo Tiraspol              | Speranța Găgăuzia Vulcănești |
| 2013  | Dinamo Chișinău              |                              |                              |
| 2014  | Dinamo Tiraspol              | USM Bostavan                 | Automobilist Tiraspol        |

## Équipes Saison 2010-2011
- Olimp Ungheni
- Speranța Găgăuzia Vulcănești
- Dinamo Tiraspol
- Șc. nr. 2 Bender
- USM-Bostavan
- Glorinal Chișinău
- Speranta Chișinău
- Șc. sportivă nr. 4 Tiraspol
- Bugeac Comrat
- Microinvest Cahul